# Distrikt Huayllapampa
Der Distrikt Huayllapampa liegt in der Provinz Recuay in der Region Ancash im zentralen Westen von Peru. Der Distrikt wurde am 7. Oktober 1907 gegründet. Er hat eine Fläche von 111 km². Beim Zensus 2017 wurden 664 Einwohner gezählt. Im Jahr 1993 lag die Einwohnerzahl bei 898, im Jahr 2007 bei 1146. Verwaltungssitz des Distriktes ist die 2889 m hoch gelegene Ortschaft Huayllapampa mit 353 Einwohnern (Stand 2017). Huayllapampa liegt 38 km südsüdwestlich der Provinzhauptstadt Recuay.

## Geographische Lage
Der Distrikt Huayllapampa liegt im Südwesten der Provinz Recuay. Er liegt an der Westflanke der Cordillera Negra. Die nordöstliche Distriktgrenze verläuft entlang der Wasserscheide des Gebirgszugs. Das Areal wird nach Südwesten über den Río Huayllapampa zum Río Fortaleza hin entwässert.
Der Distrikt Huayllapampa grenzt im Westen an den Distrikt Llacllín, im Nordwesten an den Distrikt Tapacocha, im äußersten Nordosten an den Distrikt Cátac, im Osten an den Distrikt Marca sowie im äußersten Süden an den Distrikt Antonio Raymondi (Provinz Bolognesi).